# ستيف براينت (لاعب كرة قدم أمريكية)
ستيف براينت (بالإنجليزية: Steve Bryant)‏ هو لاعب كرة قدم أمريكية أمريكي، ولد في 10 أكتوبر 1959 في لوس أنجلوس في الولايات المتحدة.

## وصلات خارجية
- ستيف براينت على موقع مرجع كرة القدم المحترفة.كوم (الإنجليزية)